# Могучая кучка

«Могучая кучка». Балакиревский кружок. Худ. А. В. Михайлов. 1950 год

«Могу́чая ку́чка» (а также Бала́киревский кружо́к, Новая русская музыкальная школа или, иногда, Русская пятёрка) — творческое содружество русских композиторов, сложившееся в Санкт-Петербурге в конце 1850-х — начале 1860-х годов. В него вошли: Милий Алексеевич Балакирев (1837—1910), Модест Петрович Мусоргский (1839—1881), Александр Порфирьевич Бородин (1833—1887), Николай Андреевич Римский-Корсаков (1844—1908) и Цезарь Антонович Кюи (1835—1918).
В начале существования балакиревского кружка в него также входил химик-почвовед и композитор-любитель А. С. Гуссаковский. Идейным вдохновителем и основным немузыкальным консультантом кружка был художественный критик, литератор и архивист Владимир Васильевич Стасов (1824—1906).

## Возникновение

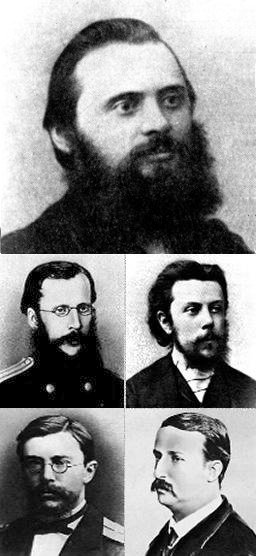
Изображения членов «Могучей кучки»:
М. А. Балакирев
Ц. А. Кюи
М. П. Мусоргский
Н. А. Римский-Корсаков
А. П. Бородин

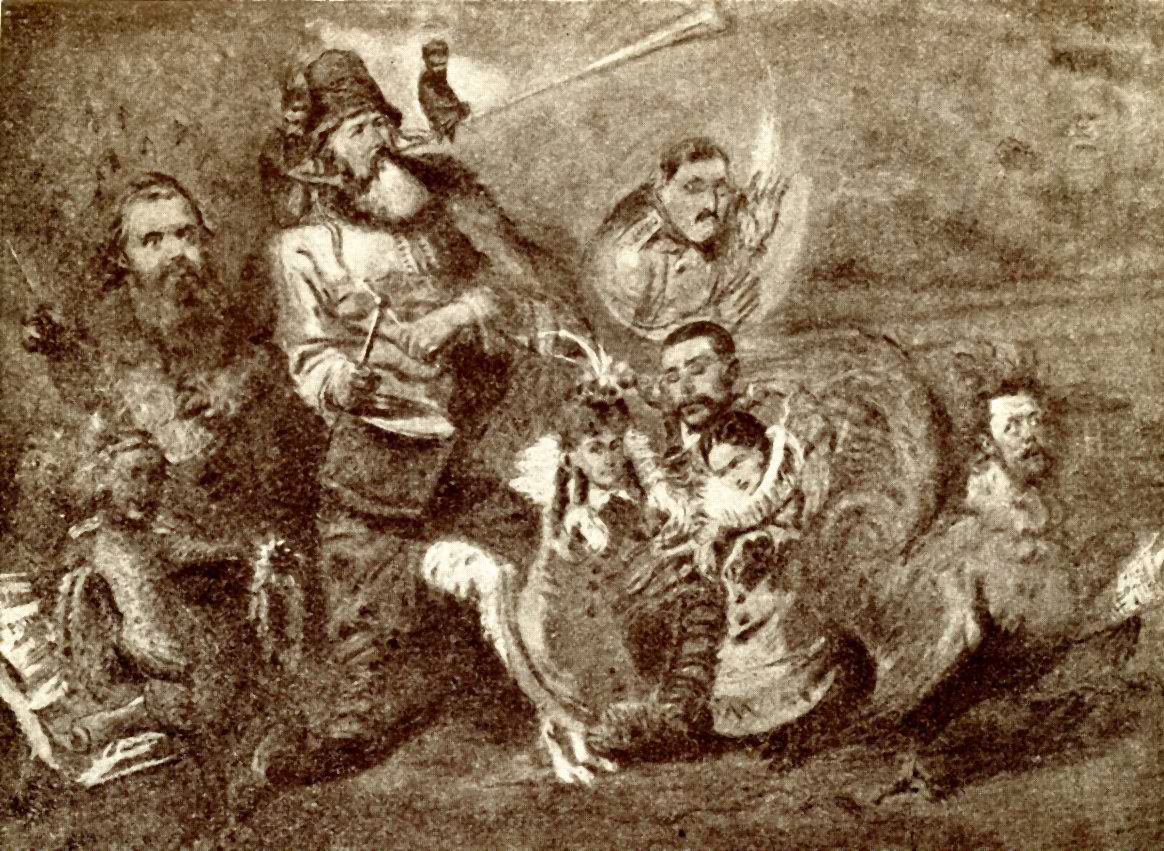
К. Е. Маковский. Карикатура на Могучую кучку (пастельный карандаш, 1871). Слева направо изображены: Ц. А. Кюи в виде лисы, виляющей хвостом; М. А. Балакирев в виде медведя; В. В. Стасов (на его правом плече в виде Мефистофеля скульптор М. М. Антокольский, на трубе в виде обезьяны — В. А. Гартман); Н. А. Римский-Корсаков (в виде краба) с сёстрами Пургольд (в виде домашних собачек); М. П. Мусоргский (в образе петуха); за спиной Римского-Корсакова изображён А. П. Бородин; справа вверху из облаков мечет гневные перуны А. Н. Серов.

Название «Могучая кучка» впервые встречается в статье Стасова «Славянский концерт г. Балакирева» (1867):
«Сколько поэзии, чувства, таланта и умения есть у маленькой, но уже могучей кучки русских музыкантов».
Название «Новая русская музыкальная школа» было выдвинуто самими участниками кружка, которые считали себя наследниками традиций М. И. Глинки и свою цель видели в воплощении русской национальной идеи в музыке. Поиски национальных корней и тяга к родной культуре обратили деятелей искусства к народным темам.
В реализации национально-эстетических принципов, провозглашённых идеологами содружества Стасовым и Балакиревым, наиболее последовательным был М. П. Мусоргский, меньше других — Ц. А. Кюи. Участники «Могучей кучки» систематически записывали и изучали образцы русского музыкального фольклора и русского церковного пения. Результаты своих изысканий в том или ином виде они воплощали в сочинениях камерного и крупного жанра, особенно в операх, среди которых «Царская невеста» и «Снегурочка» Н. А. Римского-Корсакова, «Хованщина» и «Борис Годунов» М. П. Мусоргского, «Князь Игорь» А. П. Бородина. Интенсивные поиски национальной самобытности в «Могучей кучке» не ограничивались аранжировками фольклора и богослужебным пением, но распространились также и на драматургию, жанр (и форму), вплоть до отдельных категорий музыкального языка (гармония, ритмика, фактура и т. д.).
Первоначально в составе кружка были М. А. Балакирев и В. В. Стасов, увлечённые чтением В. Г. Белинского, Н. А. Добролюбова, А. И. Герцена, Н. Г. Чернышевского. Своими идеями они вдохновили и молодого композитора Ц. А. Кюи, а позже к ним присоединился М. П. Мусоргский, оставивший чин офицера в Преображенском полку ради занятий музыкой. В 1862 году к балакиревскому кружку примкнули Н. А. Римский-Корсаков и А. П. Бородин. Если Римский-Корсаков был совсем молодым по возрасту членом кружка, взгляды и музыкальный талант которого только начинали определяться, то Бородин к этому времени был уже зрелым человеком, выдающимся учёным-химиком, дружески связанным с такими гигантами русской науки и искусства, как Д. И. Менделеев, И. М. Сеченов, Е. П. Ковалевский, В. П. Боткин, В. М. Васнецов.
Собрания балакиревского кружка протекали всегда в оживлённой творческой атмосфере. Члены этого кружка часто встречались с писателями Д. В. Григоровичем, А. Ф. Писемским, И. С. Тургеневым, художником И. Е. Репиным, скульптором М. М. Антокольским. Тесные, хотя и далеко не всегда крепкие связи были и с Петром Ильичом Чайковским.
В 1870-х годах «Могучая кучка» как сплочённая группа перестала существовать. Деятельность «Могучей кучки» стала эпохой в развитии русского и мирового музыкального искусства.

## Продолжение «Могучей кучки»

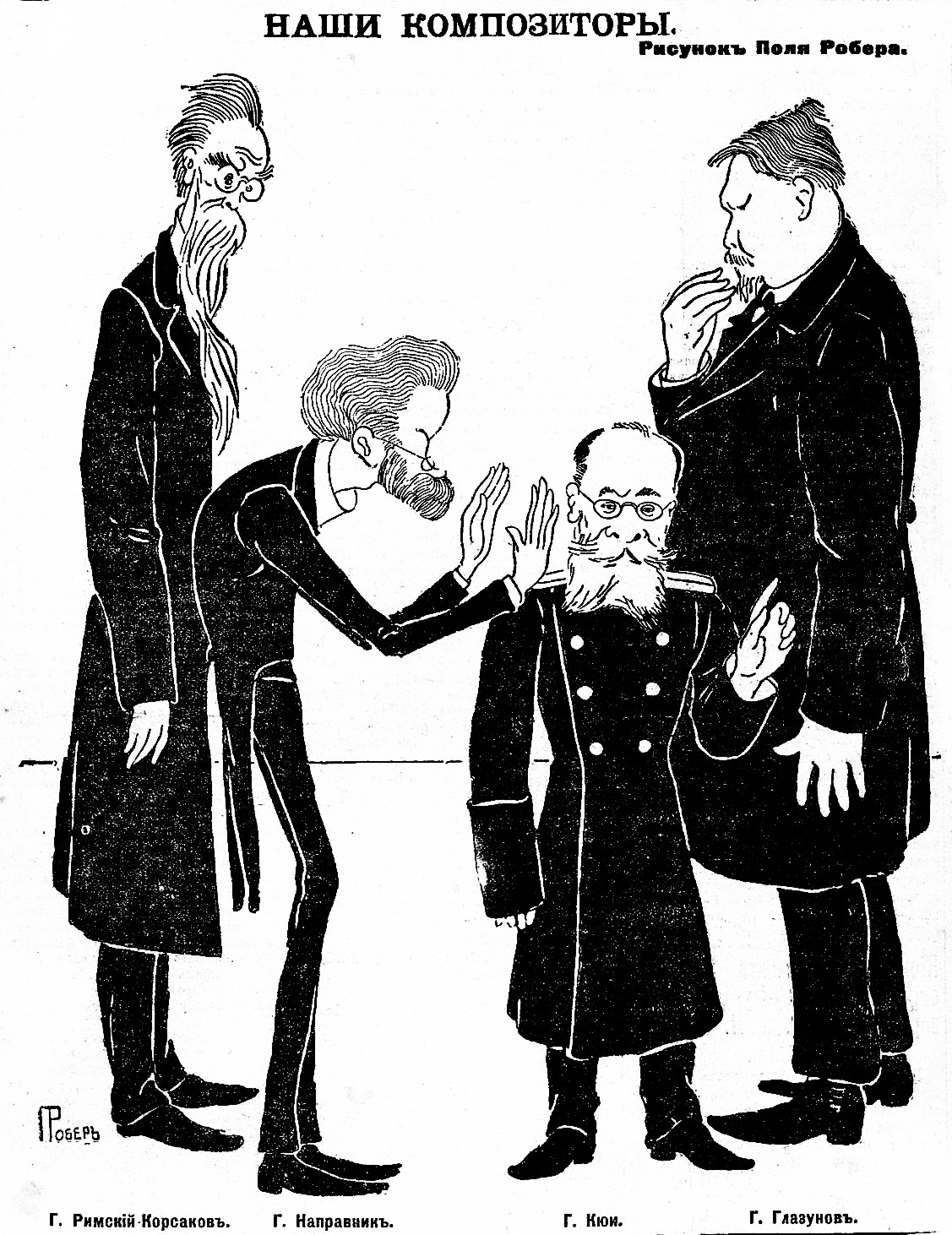
Римский-Корсаков, Направник, Кюи и Глазунов. Шарж работы Поля Робера, 1903

С прекращением регулярных встреч пяти русских композиторов приращение, развитие и живая история «Могучей кучки» отнюдь не завершились. Центр кучкистской деятельности и идеологии в основном благодаря педагогической деятельности Римского-Корсакова переместился в классы Петербургской консерватории, а также начиная с середины 1880-х годов и в «беляевский кружок», где Римский-Корсаков в течение почти 20 лет был признанным главой и лидером, а затем с началом XX века разделил своё лидерство в составе «триумвирата» с А. К. Лядовым, А. К. Глазуновым и чуть позднее (с мая 1907 года) Н. В. Арцыбушевым. Таким образом, за вычетом балакиревского радикализма «беляевский кружок» стал естественным продолжением «Могучей кучки».
Сам Римский-Корсаков вспоминал об этом вполне определённым образом:

«Можно ли считать беляевский кружок продолжением балакиревского, была ли между тем и другим известная доля сходства, и в чём состояло различие, помимо изменения с течением времени его личного состава? Сходство, указывавшее на то, что кружок беляевский есть продолжение балакиревского, кроме соединительных звеньев в лице моём и Лядова, заключалось в общей и тому и другому передовитости, прогрессивности; но кружок Балакирева соответствовал периоду бури и натиска в развитии русской музыки, а кружок Беляева — периоду спокойного шествия вперёд; балакиревский был революционный, беляевский же — прогрессивный…»
— Н. А. Римский-Корсаков, «Летопись моей музыкальной жизни»
Среди членов беляевского кружка Римский-Корсаков называет в качестве «связующих звеньев» отдельно самого себя (как нового главу кружка вместо Балакирева), Бородина (в то недолгое время, которое осталось до его смерти) и Лядова. Со второй половины 1880-х годов в составе балакиревской «Могучей кучки» появляются такие разные по дарованию и специальности музыканты, как Глазунов, братья Ф. М. Блуменфельд и С. М. Блуменфельд, дирижёр О. И. Дютш и пианист Н. С. Лавров. Чуть позже, по мере окончания консерватории в число беляевцев вошли такие композиторы, как Н. А. Соколов, К. А. Антипов, Я. Витоль и так далее, включая большое число более поздних выпускников Римского-Корсакова по классу композиции. Кроме того, и «маститый Стасов» сохранял всегда хорошие и близкие отношения с беляевским кружком, хотя влияние его было «уже далеко не тем», что в кружке Балакирева. Новый состав кружка (и его более умеренный глава) определили и новое лицо «послекучкистов»: гораздо более ориентированное на академизм и открытое множеству влияний, прежде в рамках «Могучей кучки» считавшихся недопустимыми. Беляевцы испытывали на себе массу «чуждых» воздействий и имели широкие симпатии, начиная от Вагнера и Чайковского, и кончая «даже» Равелем и Дебюсси. Кроме того, будучи преемником «Могучей кучки» и в целом продолжая её направление, беляевский кружок не представлял собой единого эстетического целого, руководствующегося единой идеологией или программой.
В свою очередь, и Балакирев не потерял активность и продолжил распространять своё влияние, выпуская всё новых учеников в бытность свою на посту главы придворной Капеллы. Наиболее известным из его учеников позднего времени (впоследствии закончившим также и класс Римского-Корсакова) считается композитор В. А. Золотарёв.
Дело не ограничивалось только прямым преподаванием и классами свободного сочинения. Всё более частое исполнение на сценах императорских театров новых опер Римского-Корсакова и его оркестровых сочинений, постановка бородинского «Князя Игоря» и второй редакции «Бориса Годунова» Мусоргского, множество критических статей и растущее личное влияние Стасова — всё это постепенно умножало ряды национально ориентированной русской музыкальной школы. Многие ученики Римского-Корсакова и Балакирева по стилю своих сочинений вполне вписывались в продолжение генеральной линии «Могучей кучки» и могли быть названы если не её запоздалыми членами, то во всяком случае — верными последователями. А иногда случалось даже так, что последователи оказывались значительно «вернее» (и ортодоксальнее) своих учителей. Невзирая на некоторую анахроничность и старомодность, даже во времена Скрябина, Стравинского и Прокофьева, вплоть до середины XX века эстетика и пристрастия многих из этих композиторов оставались вполне «кучкистскими» и чаще всего — не подверженными принципиальным стилевым изменениям. Однако со временем всё чаще в своём творчестве последователи и ученики Римского-Корсакова обнаруживали некий «сплав» московской и петербургской школы, в той или иной мере соединяя влияние Чайковского с «кучкистскими» принципами. Пожалуй, наиболее крайней и далёкой фигурой в этом ряду является А. С. Аренский, который, до конца своих дней сохраняя подчёркнутую личную (ученическую) верность своему учителю (Римскому-Корсакову), тем не менее, в своём творчестве был гораздо ближе к традициям Чайковского. Кроме того, он вёл крайне разгульный и даже «аморальный» образ жизни. Именно этим прежде всего объясняется весьма критическое и несочувственное отношение к нему в беляевском кружке. Ничуть не менее показателен и пример Александра Гречанинова, тоже верного ученика Римского-Корсакова, большую часть времени жившего в Москве. Однако о его творчестве учитель отзывается гораздо более сочувственно и в качестве похвалы называет его «отчасти петербужцем». После 1890 года и участившихся визитов Чайковского в Петербург, в беляевском кружке нарастает эклектичность вкусов и всё более прохладное отношение к ортодоксальным традициям «Могучей кучки». Постепенно Глазунов, Лядов и Римский-Корсаков также и лично сближаются с Чайковским, тем самым положив конец прежде непримиримой (балакиревской) традиции «вражды школ». К началу XX века большинство новой русской музыки всё в большей степени обнаруживает синтез двух направлений и школ: в основном через академизм и размывание «чистых традиций». Немалую роль в этом процессе сыграл и лично сам Римский-Корсаков. По мнению Л. Л. Сабанеева, музыкальные вкусы Римского-Корсакова, его «открытость к влияниям» были значительно гибче и шире, чем у всех его композиторов-современников.
Многие русские композиторы конца XIX — первой половины XX веков рассматриваются историками музыки как непосредственные продолжатели традиций Могучей кучки; среди них
- Фёдор Акименко
- Николай Амани
- Константин Антипов
- Антон Аренский
- Николай Арцыбушев
- Язепс Витоль
- Александр Глазунов
- Александр Гречанинов
- Василий Золотарёв
- Михаил Ипполитов-Иванов
- Василий Калафати
- Георгий Казаченко
- Василий Калинников
- Иван Крыжановский[3]
- Анатолий Лядов
- Сергей Ляпунов
- Николай Черепнин[2].

Отдельного упоминания заслуживает и тот факт, что знаменитая французская «Шестёрка», собранная под предводительством Эрика Сати (как бы «в роли Милия Балакирева») и Жана Кокто (как бы «в роли Владимира Стасова») — явилась прямым откликом на «русскую пятёрку» — как называли в Париже композиторов «Могучей кучки». Статья известного критика Анри Колле, оповестившая мир о рождении новой группы композиторов, так и называлась: «Русская пятёрка, французская шестёрка и господин Сати».

## В кинематографе
- 1950 год — «Мусоргский (фильм)».
- 1953 — «Римский-Корсаков»
- 1969 — «На пороге» Режиссёр: Николай Хробко